# 前1110年代
| 千纪： | 前2千纪 |
| 世纪： | 前13世纪 \| 前12世纪 \| 前11世纪                                                                                     |
| 年代： | 前1140年代 \| 前1130年代 \| 前1120年代 \| 前1110年代 \| 前1100年代 \| 前1090年代 \| 前1080年代                       |
| 年份： | 前1119年 \| 前1118年 \| 前1117年 \| 前1116年 \| 前1115年 \| 前1114年 \| 前1113年 \| 前1112年 \| 前1111年 \| 前1110年 |

## 重要事件及趋势
- 前1115年：
  - 提格拉特帕拉沙尔一世继位，成为亚述国王。
  - 提格拉特帕拉沙尔一世將亞述帝國擴張到波斯灣。

## 重要人物
- 公元前1112年：拉美西斯十世（公元前1112年-公元前1100年）成為埃及第20王朝的第九位法老。
- 帝乙羨